# International Bartenders Association

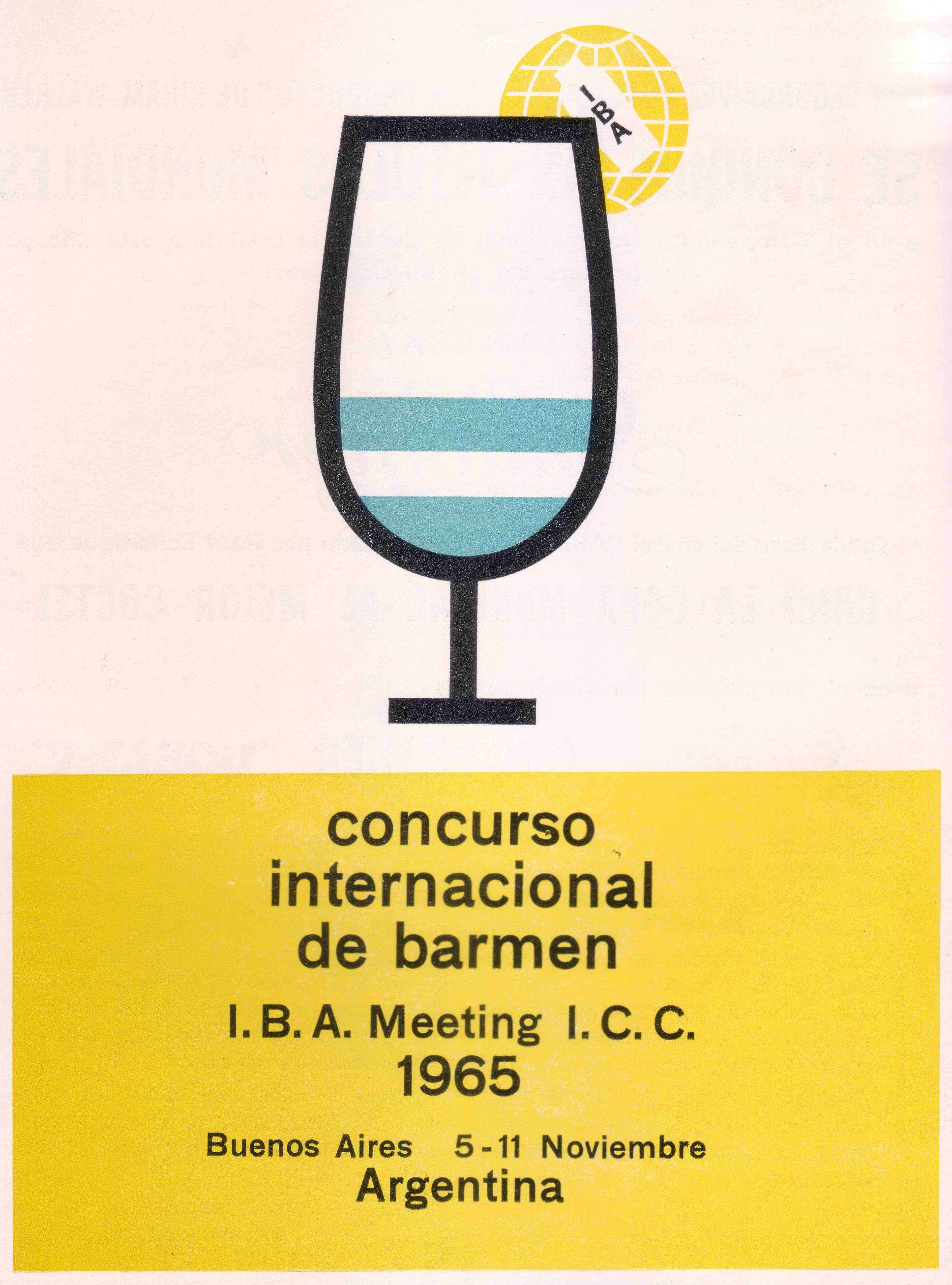
Un poster per la riunione IBA del 1965 al Claridge Hotel, Buenos Aires.

L'International Bartenders Association (I.B.A.) è un'organizzazione internazionale che ha lo scopo di rappresentare i barman presenti in tutto il mondo. È l'organizzazione più autorevole nel settore del bartending a livello mondiale. 

## Storia
L'I.B.A. venne fondata il 24 febbraio 1951 nel Saloon del Grand Hotel di Torquay, Regno Unito, da sette associazioni di barman provenienti da Inghilterra, Danimarca, Italia, Paesi Bassi, Svezia, Francia e Svizzera. 
Il 2 novembre 1960, durante il congresso annuale avvenuto a Parigi presso l'Hotel Scribe, il barman italiano Angelo Zola propose la creazione di un ricettario ufficiale comprendente tra i 50 e gli 80 cocktail, chiedendo ai rappresentanti di ogni comitato nazionale di elencare le ricette più rappresentative per ciascuna nazione. Nel 1961 presso il Gausdal Mountain Hotel di Oslo venne varata la prima lista di cocktail ufficiali IBA, allo scopo di codificare i cocktails ufficialmente riconosciuti dall'associazione per uniformare in tutto il mondo le relative ricette e la loro preparazione.

## Competizioni
L'IBA lanciò la prima competizione di cocktail mondiale ad Amsterdam, il 7 e l'8 ottobre 1955. Giuseppe Neri, un concorrente palermitano, divenne il primo vincitore della ICC (International Cocktail Competition). Da qui partirono competizioni annuali che si differenziarono dal 1997 in tre diverse categorie: Before Dinner Cocktail, After Dinner Cocktail e Longdrink. Nel 1999 il nome "International Cocktail Competition" cambiò in "World Cocktail Competition". 
Gli eventi annuali, World Cocktail Competition (WCC) e World Flairtending Competition (WFC), sono organizzati e presentati dall'IBA. Nel 2006 le competizioni si svolsero al Meliton Porto Carras Hotel di Halkidiki, in Grecia dal 6 ottobre (32º WCC) al 7 ottobre (settimo WFC).
Nell'anno 2000 a seguito dell'introduzione del "Flairtending", nuovo fenomeno nel mondo dei cocktail e della miscelazione, nella WCC si concorreva per due premi: Classic Mixing e Flairtending. Nel 2005 venne introdotta la categoria "Fancy Cocktail" e nel 2008 la categoria "Opening", nella quale i concorrenti erano liberi di scegliere e competere con il cocktail di qualsiasi altra delle quattro categorie proposte. Dal 2008 in poi la Tavola IBA fu consultata per riorganizzare la WCC per rispettare tutti i cocktail del mondo e incrementare la visibilità dei campioni mondiali e degli sponsor. Con l'aiuto di questi ultimi, l'IBA riuscì a creare un marchio proprio per la finale della WCC trasformando quel giorno in un evento molto rilevante, la Super Finale. Con l'arrivo del nuovo nome, il nuovo logo si diffuse e l'importanza dell'evento creò una vera e propria marca.
Dal 2011 la gara è stata riconosciuta come Campionato Mondiale dei Cocktail. Consiste in sei categorie individuali: Flairtending, Before Dinner Cocktail, Sparkling Cocktail, Fancy Cocktail, Longdrink and After Dinner Cocktail. Dopo le finali i sei vincitori competono nella Super Finale per creare "IBA Cocktail of the Year". Il vincitore della WCC Super Final viene invitato alla Super Finale dell’anno successivo per preparare il "Cocktail di Benvenuto" per la nuova competizione.